# 圣索日
圣索日（法語：Saint-Saulge，法語發音：[sɛ̃ soʒ]）是法国涅夫勒省的一个市镇，属于讷韦尔区。该市镇总面积25.77平方公里，2009年时的人口为886人。

## 人口
圣索日人口变化图示